# Самоанци
Самоанци (енгл. Samoans) су полинежански народ насељен на Самои и Америчкој Самои. Броје преко 600.000 припадника широм света. Први контакт са Европљанима доживели су у раном 18. веку, а први је до њих дошао Холанђанин Јакоб Рогевен.

## Историја
Иако су Самоанци дуго тврдили да су аутохтони народ на њиховим острвима, чврсто држећи уверење да су Самоанци били створени посебном креацијом у Самои, многи лингвисти и антрополози су на основу сличности језика као и археолошких налаза, теоретизовали да су Самоанци мигранти из југоисточне Азије стигли на Самоанска острва пре отприлике 3.500 година, насељавајући се у оно што је познато као Полинезија на истоку. Самоанци су развили језик, културу и друштвену праксу која се највише разликују од других етничких група повезаних са керамиком Лапита. Рани контакт са Европљанима успостављен је у 18. веку. Хришћанство је формално уведено с доласком хришћанских мисионара Лондонског мисионарског друштва у августу 1830. године. Почетком 20. века Самоанска острва поделиле су Немачка, Велика Британија и САД.

## Култура
У прошлости, важна је била производња сиапо-тапе од које се израђивала одећа. Вешти су поморци, а главна занимања су им риболов, узгој тароа и јама, хлебног дрвета, кокоса, и др. Важан је обичај тетовирања ногу међу млађим женама (малу), а сличан обичај постоји и код мушкараца (пеа'а). Говоре самоанским језиком (ИСО 639-3 - смо). Као и код већине других народа јужног Пацифика, велика већина су хришћани, а преко 90% њих одлази у цркву сваку недељу. Савремени поп и рок имају широку публику у Самои, као и неколико народних бендова. Ти бендови су напустили већину елемената традиционалне музике Самоанаца, иако постоје народни извођачи.